# 교황청 공보실

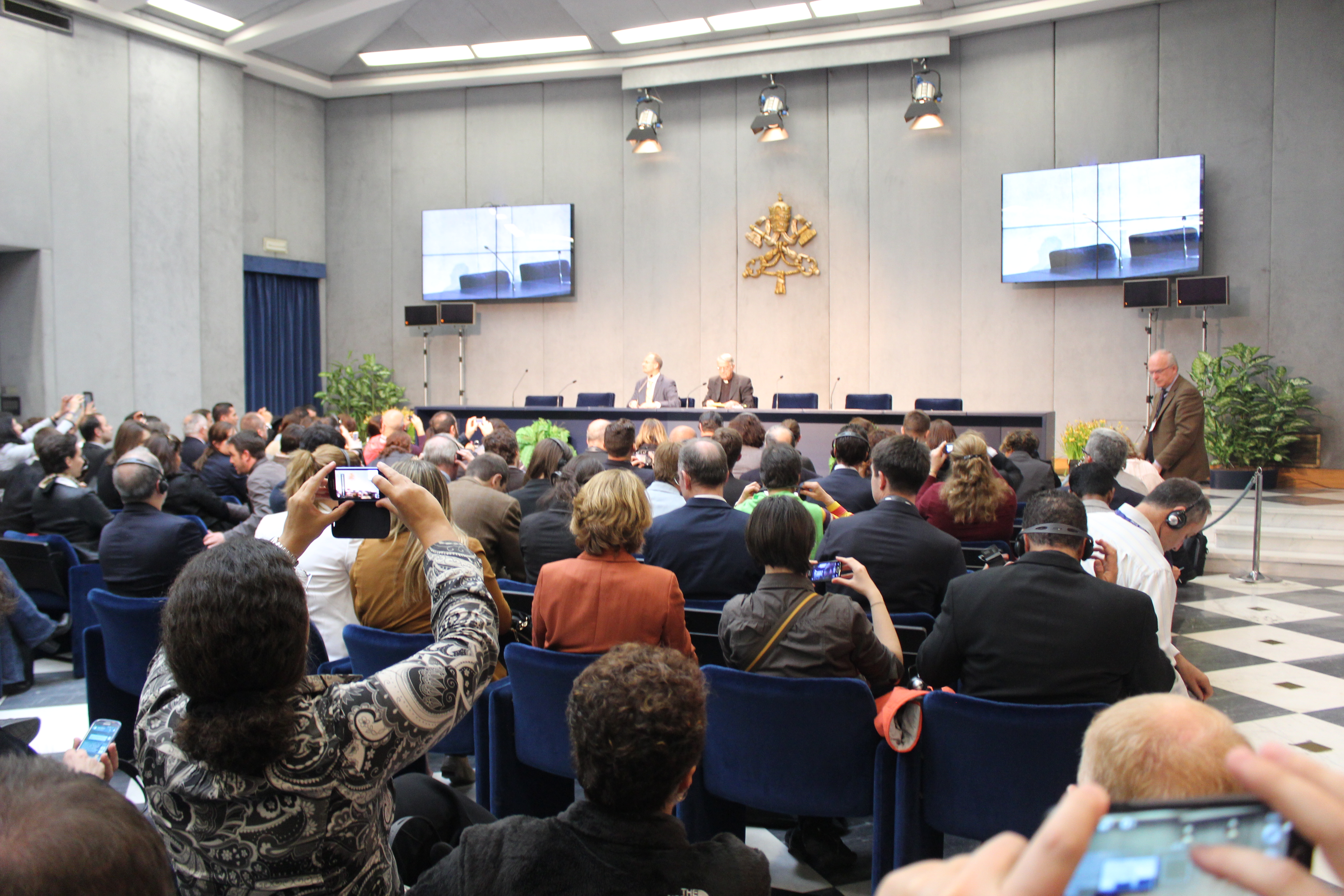
기자회견장

교황청 공보실(이탈리아어: Sala Stampa della Santa Sede)은 교황과 교황청의 여러 부서들의 활동을 보도자료를 통해 공표하는 기구이다. 1966년 10월 18일 언론과의 기자회견을 위한 목적으로 교황 바오로 6세에 의해 설립되었다. 기본적으로 이탈리아어로 운영되지만, 다른 언어도 제공하고 있다. 현재 공보실장 겸 대변인은 미국 출신의 언론인 그렉 버크이며, 스페인 출신의 여성 언론인 팔로마 그라시아 오베헤로가 부대변인이다.

## 같이 보기
- 교황청 홍보처
- News.va
- Pope2you